# چشم‌انداز معدن کورنوال و دوون غربی
چشم‌انداز معدن کورنوال و دوون غربی (انگلیسی: Cornwall and West Devon Mining Landscape) یکی از آثار ثبت شده در میراث جهانی یونسکو در بریتانیا است.
این اثر که در کورنوال و دوون غربی در ناحیه جنوب غربی انگلستان قرار دارد در سال ۲۰۰۶ میلادی در فهرست میراث جهانی یونسکو ثبت شده است. از معدن کورنوال و ددون تا اواسط قرن شانزدهم میلادی فقط مقادیری قلع اسخراج میشده است اما در قرن ۱۸ و ۱۹ استخراج مس و قلع در رگه‌های عمیق این معادن شروع شده که نقش مهمی در صنعت انگلستان داشته است، آثار به‌جا مانده از این معدن شامل ساختمان‌ها، ریل‌های راه‌آهن، کانال‌ها، موتورخانه‌ها و راه‌ها می‌باشد.